# Sveriges herrlandslag i handboll i Europamästerskapet 2004
Sveriges herrlandslag i handboll vid EM 2004 i Slovenien.

## EM-truppen 2004
- Förbundskapten: Bengt Johansson

Målvakter
- Tomas Svensson, HSV Hamburg
- Peter Gentzel, HSG Nordhorn

Utespelare
- Martin Boquist, THW Kiel
- Magnus Wislander, Redbergslids IK
- Robert Arrhenius, HSG Nordhorn
- Kim Andersson, IK Sävehof
- Jonas Källman, BM Ciudad Real
- Mathias Franzén, FC Barcelona
- Johan Pettersson,  THW Kiel
- Stefan Lövgren, THW Kiel
- Jonas Ernelind, HSV Hamburg
- Marcus Ahlm, THW Kiel
- Staffan Olsson, Hammarby IF
- Sebastian Seifert, Kolding IF
- Jonas Larholm, IK Sävehof
- Joacim Ernstsson, Redbergslids IK

## Om truppen
Jonas Källman, Sebastian Seifert, Jonas Larholm och Joacim Ernstsson debuterade i mästerskapssammanhang på seniornivå.